# 沃代尔奈
沃代尔奈（法語：Vaudelnay，法語發音：[vodɛ(l)nɛ] ⓘ）是法国曼恩-卢瓦尔省的一个市镇，位于该省东南部，属于索米尔区。

## 地理
沃代尔奈（47°8'13"N, 0°12'16"W）面积25.48 平方千米，位于法国卢瓦尔河地区大区曼恩-卢瓦尔省，该省份为法国西部内陆省份，大致对应安茹地区，北起顺时针与马耶讷省、萨尔特省、安德尔-卢瓦尔省、维埃纳省、德塞夫勒省、旺代省、大西洋卢瓦尔省和伊勒-维莱讷省接壤。
与沃代尔奈接壤的市镇（或旧市镇、城区）包括：布罗赛、锡宰拉马德莱娜、蒙特勒伊贝莱、勒皮诺特尔达姆、安茹地区杜埃。

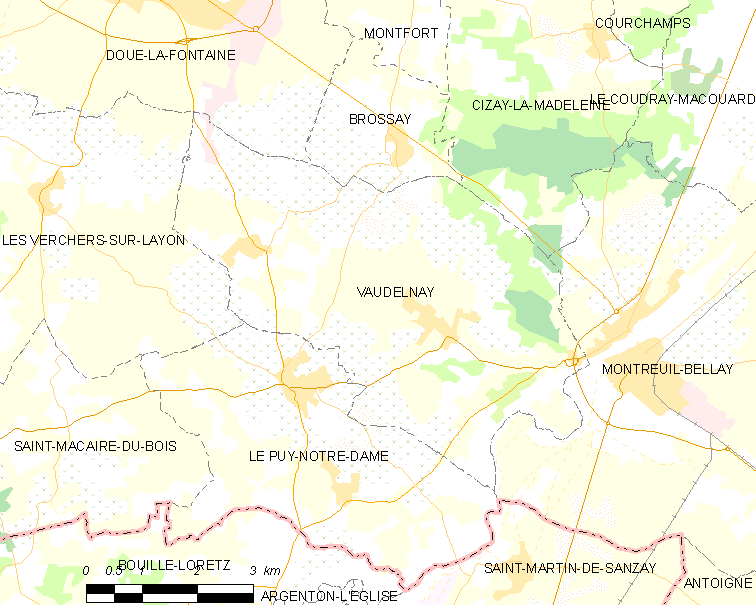
沃代尔奈的OSM定位图

沃代尔奈的时区为UTC+01:00、UTC+02:00（夏令时）。

## 行政
沃代尔奈的邮政编码为49260，INSEE市镇编码为49364。

## 政治
沃代尔奈所属的省级选区为安茹地区杜埃县。

## 人口

1962-2008年间沃代尔奈人口变化图示

沃代尔奈于2022年1月1日时的人口数量为1122人。